# Tiquadra halithea
Tiquadra halithea är en fjärilsart som beskrevs av Edward Meyrick 1927. Tiquadra halithea ingår i släktet Tiquadra och familjen äkta malar.
Artens utbredningsområde är Vanuatu. Inga underarter finns listade i Catalogue of Life.